# Summer Nationals
Summer Nationals és el cinquè Extended Play de la banda californiana de punk rock The Offspring. Fou publicat l'any 2014 en format digital coincidint amb la gira Summer Nationals que van fer conjuntament amb Bad Religion, Pennywise, The Vandals, Stiff Little Fingers i Naked Raygun. Conté versions de cançons de Bad Religion i Pennywise.

## Llista de cançons
| Núm.          | Títol              | Composició     | Artista original | Durada |
| ------------- | ------------------ | -------------- | ---------------- | ------ |
| 1.            | «Do What You Want» | Brett Gurewitz | Bad Religion     | 1:09   |
| 2.            | «No Control»       | Greg Graffin   | Bad Religion     | 1:47   |
| 3.            | «No Reason Why»    | Pennywise      | Pennywise        | 2:43   |
| Durada total: | Durada total:      | Durada total:  | Durada total:    | 5:37   |

## Personal
- Bryan Holland – Cantant, guitarra rítmica
- Noodles – Guitarra, veus addicionals
- Greg K. – Baix, veus addicionals
- Pete Parada – Bateria